# 多值依赖
在数据库理论中，多值依赖（Multivalued Dependency，MVD）是关系中两组属性之间的完整约束。
与函数依赖不同，多值依赖要求关系中必须存在特定的元组。因此，多值依赖是元组生成依赖（tuple-generating dependency）的一种特例。多值依赖在数据库规范化的第四范式（4NF）中起到关键作用。
多值依赖也是连接依赖（join dependency）的一种特殊情况，仅涉及两组值，即它是一个二元连接依赖。
当关系中至少存在三个属性（如 X、Y和Z）时，若对于 X 的某个值，存在一组明确的 Y 值和一组明确的 Z 值，且 Y 的集合与 Z 的集合相互独立，则存在多值依赖。